# Погожевы
Погожевы (Погожево, Погожей, Погожий) — древний русский дворянский род.
При подаче документов (1686) для внесения рода в Бархатную книгу, была предоставлена родословная роспись Погожевых и указная грамота Поместного приказа об отказе Федоре, вдове Табая Юмранова сыны Погожева. С дочерьми и Василию Юмранову с сыном Семёном поместья Табая Погожева в Ярославском уезде (1609).

## Происхождение и история рода
Согласно сказаниям древних родословцев, род этот берёт своё начало от "мужа честна" Василия Варгоса по прозванию Погожий, выехавшего с Ольгердовичами на Мамаево побоище (1380), оставшегося в Москве и бывшего окольничим Дмитрия Донского. Его сын Михаил по прозванию Тяпка был родоначальником Тяпкиных.
Михаил Погожев послан Иоанном III (1495 и 1499) в Литву к дочери его, великой княгине Елене, с секретными поручениями. В XVI и XVII веках Погожевы служили полковыми головами и городовыми воеводами. Дементий Семенович Погожев был воеводой в Алатыре, Самаре и Архангельске (1629 — 1630); по жалобе шведского короля за то, что не дал «королевым людям у города хлеба купить», привезен из Архангельска в Москву скованным, но в 1631—1634 гг. упоминается на придворной службе. Этот род Погожевых пресекся в последней четверти XVII века.
Другой род Погожевых происходит из Новгорода, откуда предки его, при Иоанне Грозном, переведены на поместья в Ярославль. Один из Погожевых убит в походе против Стеньки Разина. Этот род Погожевых пресёкся в начале XVIII века, а все другие роды Погожевых — позднейшего происхождения

## Известные представители
- Погожев Иван Борисович — на свадьбе князя Ивана Дмитриевича Бельского (1555) "был у свечи", упоминается в поручной записи по Ивану Васильевичу Шереметьеву (08 марта 1564), голова в походе (1575-1576).
- Погожев Андрей Коведяев — упоминается в поручительной записи по боярам, ручавшимися за князя Ивана Фёдоровича Мстиславского (1571).
- Погожев Михаил Борисович — голова в походе (1575).
- Погожий Борис Михайлович — голова в полку в походе (1576).
- Погожев Степан Борисович — воевода в Рославле (1578-1579).
- Погожев Фёдор Иванович — воевода в Угличе (1613-1614 и 1625-1627), в Тобольске (1631-1632), подписался под грамотой об избрании царя Михаила Фёдоровича Романова (1613), московский дворянин (1627-1640).
- Погожев Леонтий Юрьевич — воевода в Бежецком-Верхе (1616-1618), в Кашине (1624-1625), московский дворянин (1627-1629), межевал земли Ивана Никитича Романова (1628-1630), объезжий голова в Москве для сбережения от огня (1631-1634).
- Погожев Дементий Семёнович — воевода в Алатыре (1617-1618), в Самаре (1624), на Двине (1629), подписался под грамотой об избрании царя Михаила Фёдоровича Романова (1613), голова в Пскове (1615-1616), московский дворянин (1627-1629).
- Погожев Дмитрий Семёнович — воевода в Вязьме (1617), в Мангазее (1620-1623), на свадьбе царя Василия Шуйского (1608)  "находился у фонаря", московский дворянин (1627-1629).
- Погожев Исаак Семёнович — стольник (1627-1629), воевода в Белгороде (1619-1620), в Воронеже (1629-1630), на свадьбе царя Василия Шуйского (1608) показывается вторым у фонаря, рында (1615), воевода под Смоленском (1616-1617).
- Погожева Ульяна Семёновна — замужем за Александром Никитичем Романовым (ум. 1624).
- Погожев Исай Семёнович — находился в числе приглашенных на 2-й свадьбе царя Михаила Фёдоровича (1626).
- Погожев Иван Игнатьевич — московский дворянин (1627-1629).
- Погожев Фёдор Дементьевич — стольник (1627-1640), воевода в Козлове (1644-1647).
- Погожев Гаврила Ульянович — письменный голова, воевода в Томске (1666-1667).
- Погожевы: Григорий и Андрей Ивановичи — московские дворяне (1676-1677).
- Погожев Иван Фёдорович — стряпчий (1663-1676), стольник (1678), воевода в Туринске (1680-1681)[5][6][7].